# Lorena Corona Valdés
Lorena Corona Valdés (16 de diciembre de 1972) es una abogada y política mexicana, que fue en dos ocasiones diputada federal como parte de la bancada del Partido Verde Ecologista de México (PVEM).

## Biografía
Es licenciada en Derecho egresada del Instituto Tecnológico Autónomo de México (ITAM), tiene un postgrado en Derecho de la Propiedad Industrial e Intelectual y una maestría en Programa Superior de Dirección de Empresas Audiovisuales. Ha ejercido como docente de Derecho y Comunicación.
De 2001 a 2006 fue directora jurídica de Sistema Radiópolis-Televisa Radio, de 2006 a 2007 fue abogada en el despacho Ecija Abogados y de 2007 a 2008 en Legal Media Advisers, S.A.
En 2009 fue elegida por primera ocasión diputada federal postulada por el PVEM por representación proporcional, integrando la LXI Legislatura que concluyó en 2012 y en la que fue secretaria de la comisión de Educación Pública y Servicios Educativos; e, integrante de las comisiones de Gobernación; y, de Defensa Nacional. En 2015 volvió a la Cámara de Diputados nuevamente habiendo sido postulado por representación proporcional por el PVEM a la LXIII Legislatura que tuvo fin en 2021. En esta legislatura fue secretaria de las comisiones de Economía; y, de Puntos Constitucionales; así como integrante de las comisiones de Cultura y Cinematografía; Para impulsar a estudiantes de altas capacidades intelectuales; de Derechos Humanos; y, de Seguridad Pública. En 2015 fue además consejera suplente del Poder Legislativo ante el Consejo General del Instituto Nacional Electoral, por el PVEM.
En ambos periodos en que se desempeñó como diputada y debido a sus antecedentes profesionales y laborales, fue señalada como una de las integrantes de la denominada Telebancada; nombre informal con el que se denominaron a aquellos diputados, que postulados por el PRI o el PVEM, representaban las intereses de las dos grandes televisoras mexicanas, Televisa y Televisión Azteca.